# Bundesverband Deutscher Versandapotheken
Der Bundesverband Deutscher Versandapotheken (BVDVA) ist der Dachverband der in Deutschland zugelassenen Apotheker mit einer behördlichen Genehmigung zum Versand von Arzneimitteln im Rahmen der Gesetze der Bundesrepublik Deutschland. Die Mitglieder verbinden damit die Qualitäts- und Sicherheitsstandards der in Deutschland zugelassenen Apotheken mit neueren technischen Vertriebs- und Versorgungsformen.
Die Gründung erfolgte 2005 in Köln.

## Ziele
Ziele des Verbandes sind unter anderem die Etablierung des Arzneimittelversandhandels als komplementäre Versorgungsform. Auf dem jährlich im Mai stattfindenden Berliner BVDVA-Kongress werden die aktuellen Entwicklungen der Branche diskutiert.

## Vorsitzende
- seit 2007: Christian Buse (MyCare)
- 2005–2007 Johannes Mönter (Sanicare)